# Helweci

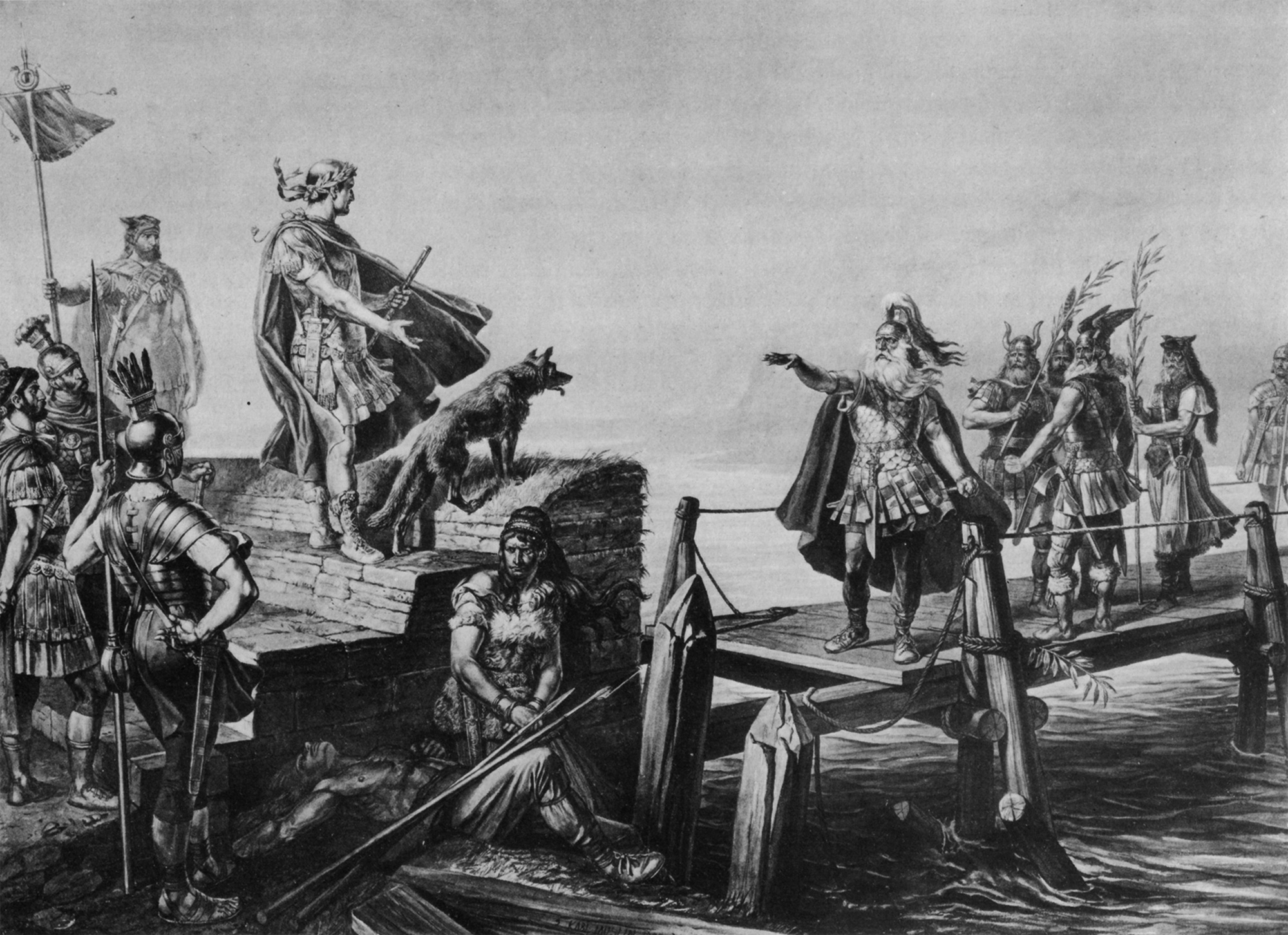
Juliusz Cezar i wódz Helwetów Divico nad Saoną

Helweci określani także jako Helwetowie (łac. Helvetii) – starożytny lud celtycki.
Początkowo zamieszkiwali obszar między Renem, Menem, Neckarem i Lasem Hercyńskim. Poczynając od roku 400 p.n.e. kilka celtyckich plemion przemieściło się na tereny dzisiejszej Szwajcarii. Wśród nich byli także Helweci, którzy osiedlili się między Jurą a środkową częścią Wyżyny Szwajcarskiej.
Podstawową komórką organizacyjną dawnych Helwetów był ród, wokół którego skupiały się uboższe i mniej znaczące rodziny (tzw. klienci) i niewolnicy. W skład plemienia wchodziło wiele takich rodów. Na czele plemienia stali najdzielniejsi i najbardziej doświadczeni wojownicy, rządzący wespół z przywódcami najmożniejszych rodów. W życiu Helwetów dużą rolę odgrywali kapłani, zwani druidami, rekrutujący się zwykle z czołowych rodów plemienia. Poza sprawowaniem funkcji religijnych i przekazywaniem kolejnym pokoleniom tradycji plemiennych pełnili oni również funkcje sędziów w sporach wewnątrzplemiennych, byli lekarzami i nauczycielami.
Religia i kultura duchowa dawnych Helwetów są słabo poznane. Wykopaliska archeologiczne przyniosły dotychczas niewielką ilość przedmiotów kultu (m.in. figurki wotywne, głowy zwierząt). Przyjmuje się, że głównymi bóstwami byli Kerrunos i Epona. Zmarłych grzebano w odzieży, mężczyzn z bronią, kobiety z ich ozdobami.
Helweci mieszkali głównie w osiedlach wiejskiego typu, jednak z biegiem lat budowali również większe jednostki osadnicze. Te ulokowane zwykle w miejscach obronnych (wzgórze, zakole rzeki itp.) osady, otaczane drewnianymi palisadami a czasem i fosami, pełniły funkcje grodów obronnych, a niektóre z nich zaczynały przyjmować formy miejskie. Juliusz Cezar w swym dziele pt. Wojna galijska pisał, że Helweci zamieszkiwali 400 wsi i 12 umocnionych miast, wśród których znajdowały się dzisiejsze: Avenches, Lozanna, Nyon i inne.
Dawni Helweci zajmowali się głównie rolnictwem, hodowlą, myślistwem i rybołówstwem. Uprawiali zboża i drzewa owocowe, hodowali bydło rogate i owce. Wytwarzali sery i piwo. Odzież produkowali z własnoręcznie tkanej i farbowanej wełny i ze skór. Potrafili wytapiać żelazo, z którego kuli dobrą broń i narzędzia, w tym sierpy do żęcia zboża. Znali żarna obrotowe. Do transportu używali dwukołowych wozów zaprzężonych w woły. Wydobywali też złoto, z którego bili własne monety. Brali udział w handlu międzynarodowym, a ich kupcy docierali do Rzymu i innych krain nad Morzem Śródziemnym.
W 2. połowie II w. p.n.e. pod naciskiem Germanów przenieśli się do doliny rzeki Aare. W drugiej ćwierci I wieku p.n.e. wzmógł się nacisk plemion germańskich pod wodzą Ariowista ku południu, co wydatnie zagroziło Helwetom. W 111 p.n.e. wzięli udział w ataku Cymbrów na Italię. Około roku 60 p.n.e. starszyzna wszystkich plemion helweckich na zjeździe w Avenches podjęła decyzję o przeniesieniu się do Galii. Wybrano tereny położone daleko na południowym zachodzie dzisiejszej Francji – Akwitanię. Wyznaczono dwuletni okres na przygotowanie odpowiednich zapasów żywności na co najmniej 3 miesiące podróży, budowę wozów i zgromadzenie zwierząt zaprzęgowych. Głównym inicjatorem tej „wędrówki ludów” był wpływowy i ambitny helwecki książę Orgetoryks, również wzmiankowany przez Juliusza Cezara. Po niespodziewanej i tajemniczej do dziś śmierci Orgetoryksa kierownictwo wielkiej akcji przesiedleńczej objął stary wódz Divico. Wiosną roku 58 p.n.e. w drogę ruszyło 350 – 380 tysięcy ludzi, z czego ok. 70 tysięcy zbrojnych wojowników.
Posuwającej się wzdłuż brzegów Jeziora Genewskiego kolumnie zastąpił drogę ówczesny namiestnik Galii Narbońskiej, Juliusz Cezar. Nie zamierzał on wypuścić z zarządzanych przez siebie terenów tak ogromnej rzeszy ludzi, stanowiących wówczas ogromną wartość gospodarczą, a w dodatku będących jedynym buforem między rzymskimi domenami a terenami opanowanymi przez Germanów. Po opanowaniu zajmowanej przez Allobrogów Genewy i jej ufortyfikowaniu Cezar nie dopuścił do sforsowania przez Helwetów Rodanu poniżej Genewy. Divico zawrócił swój lud na północ, aby obejść Jurę od północy i kontynuować wędrówkę przez kraj zaprzyjaźnionego plemienia Sekwanów. Cezar, który ściągnął posiłki z Rzymu, dogonił Helwetów pod górą Mont Beuvray i zażądał powrotu na Wyżynę Szwajcarską. Brak zgody na dyktat Rzymu zakończył się całodziennym i krwawym starciem znanym dziś jako bitwa pod Bibracte (czerwiec 58 p.n.e.). Helweci ponieśli w niej druzgocącą klęskę, tracąc ok. ćwierć miliona zabitych, rannych lub zaginionych. Pozostałe 110 tysięcy ludzi musiało zawrócić na Wyżynę Szwajcarską i odbudować zniszczone miasta i wsie, które spalili kilka miesięcy wcześniej. Następnie tereny Helwetów zostały podbite przez Juliusza Cezara i wcielone do rzymskiej prowincji Galii Zaalpejskiej. Za panowania Oktawiana Augusta ziemie, z których Helweci początkowo pochodzili, weszły w skład prowincji Galia Belgijska.
Od Helwetów wywodzi się jedna z nazw Szwajcarii – HELVETIA, która znajduje się np. na znaczkach pocztowych i monetach. Także oznaczanie szwajcarskiej domeny internetowej ".ch" oraz oznaczenie na samochodach "CH" jest skrótem od: "Confoederatio Helvetica".